# Sphecomyia
Sphecomyia (лат.) — род двукрылых из семейства мух-журчалок (Syrphidae, Eristalinae, триба Milesiini, подтриба Criorhinina). Голарктика. Около 15 видов.

## Распространение
Голарктика (13 видов в Неарктике и 3 вида в Палеарктике).

## Описание
Длина тела 1—2 см. Ярко окрашенные мухи-журчалки, чёрно-жёлтого цвета, внешне напоминают ос. Грудь примерно такой же длины, как её ширина, с короткими щетинками (за исключением Sphecomyia metallica); постпронотум и проэпимерон волосатые; передняя часть анэпистернума голая, задняя его часть с волосками. Калиптер жёлтый и без волосков. Брюшко овальное, немного длиннее своей ширины. Расстояние между вершинами жилок R1 и R2+3 больше, чем расстояние между вершинами жилок R2+3 и R4+5+M1. Усики длиннее головы, с дорсальной аристой. Обитают по берегам рек и ручьёв в бореальных лесах.
Сфекомия осовидная (Sphecomyia vespiformis) внесена в Красную книгу Кировской области и в Красную книгу Республики Карелия.

## Классификация
- Sphecomyia brevicornis Osten Sacken, 1877
- Sphecomyia columbiana Vockeroth, 1965[5]
- Sphecomyia dyari Shannon, 1925
- Sphecomyia fusca Weisman, 1964[6]
- Sphecomyia nasica Osburn, 1908
- Sphecomyia occidentalis Osburn, 1908
- Sphecomyia pattonii Williston, 1882
- Sphecomyia vespiformis (Gorski, 1852)[7]
- Sphecomyia vittata (Wiedemann, 1830)[8]

Новые виды (2019):
- Sphecomyia cryptica Moran, 2019
- Sphecomyia hoguei Moran, 2019
- Sphecomyia interrupta Moran, 2019
- Sphecomyia oraria Moran, 2019
- Sphecomyia pseudosphecomima Moran, 2019
- Sphecomyia sexfasciata Moran, 2019
- Sphecomyia weismani Moran, 2019